# Jean-Baptiste Lully
Pour les articles homonymes, voir Lully.
Jean-Baptiste Lully (parfois de Lully ; en italien Giovanni Battista Lulli) né le 28 novembre 1632 à Florence et mort le 22 mars 1687 à Paris (paroisse de la Madeleine), est un compositeur et violoniste italien de la période baroque actif en France sous le règne de Louis XIV. Naturalisé français en 1661, il est nommé, la même année, surintendant de la musique du roi et l'année suivante maître de musique de la famille royale.
Par ses dons de musicien et d'organisateur comme de courtisan, voire d'intrigant, Lully domine la vie musicale en France à l'époque du Roi-Soleil. Il conçoit et organise plusieurs formes de musique : la tragédie en musique, le grand motet, l'ouverture à la française. Il est une figure majeure de la musique baroque française. Son influence s'exerce sur toute la musique européenne de son temps. Des compositeurs éminents tels Henry Purcell, Georg Friedrich Haendel, Jean-Sébastien Bach ou Jean-Philippe Rameau lui sont redevables.

## Biographie

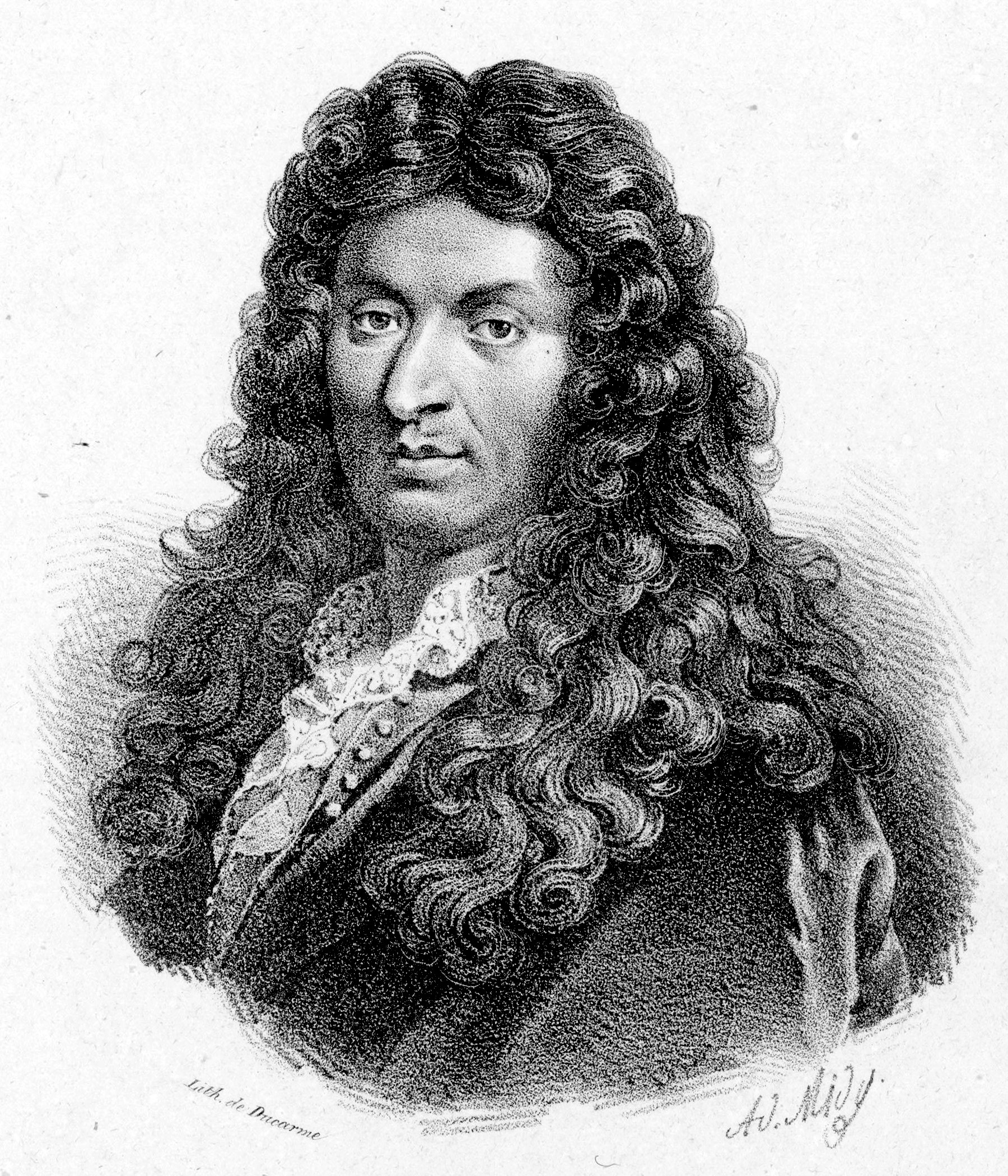

### Enfance florentine
Fils du meunier Lorenzo Lulli et de Caterina del Sera, elle-même fille d'un meunier, Jean-Baptiste Lully naît le 28 novembre 1632 à Florence, dans le quartier du Borgo Ognissanti, non loin de l'Arno. Il est baptisé le lendemain en l'église Santa Lucia sul Prato. Ses parrain et marraine sont Antonio Comparini et Maddalena Bellieri. Son frère et sa sœur meurent prématurément : Verginio en 1638, à 17 ans (né en 1621), et Margherita en 1639.

### Apprentissage en France
Vers 1645, il est remarqué par Roger de Lorraine, chevalier de Guise. Arrivé en France l'année suivante, il entre à quatorze ans comme garçon de chambre chez la nièce du chevalier, la duchesse de Montpensier, dite « la Grande Mademoiselle », qui désire parfaire ses connaissances en italien. Mais le trouvant laid, elle l'envoie en cuisine.
La duchesse entretient un petit orchestre privé dont les six violons donnent de nombreux concerts. Lulli apprend ainsi le violon, le clavecin, la théorie et la composition musicales. Peut-être reçoit-il des leçons de Nicolas Métru ou des organistes Nicolas Gigault et François Roberday. Il se montre par ailleurs excellent danseur. Ses talents enfin reconnus, il crée pour sa protectrice la « Compagnie des violons de Mademoiselle ». Elle en tire une grande fierté car ils jouent mieux que ceux du roi.
En 1652, après la Fronde et la disgrâce de sa turbulente cousine, Louis XIV engage Lulli dans la Grande Bande des Violons du Roi, composée de 24 instruments. En 1653, Lulli danse avec le monarque dans le Ballet royal de la nuit. Il obtient rapidement la direction d'un nouvel ensemble, La Bande des Petits Violons. En 1659, il triomphe avec le Ballet d'Alcidiane. Sa réputation est consacrée et il devient premier compositeur de la Cour.

### Ascension sociale
Courtisan habile jusqu'à l'opportunisme, et homme d'affaires avisé, il s'assure la protection du roi. Il devient compositeur de la chambre puis surintendant de la musique royale. Il écrit un ballet allégorique où le Soleil, brillant au centre de l'univers, se trouve entouré de planètes comme Louis XIV l'est de ses ministres.

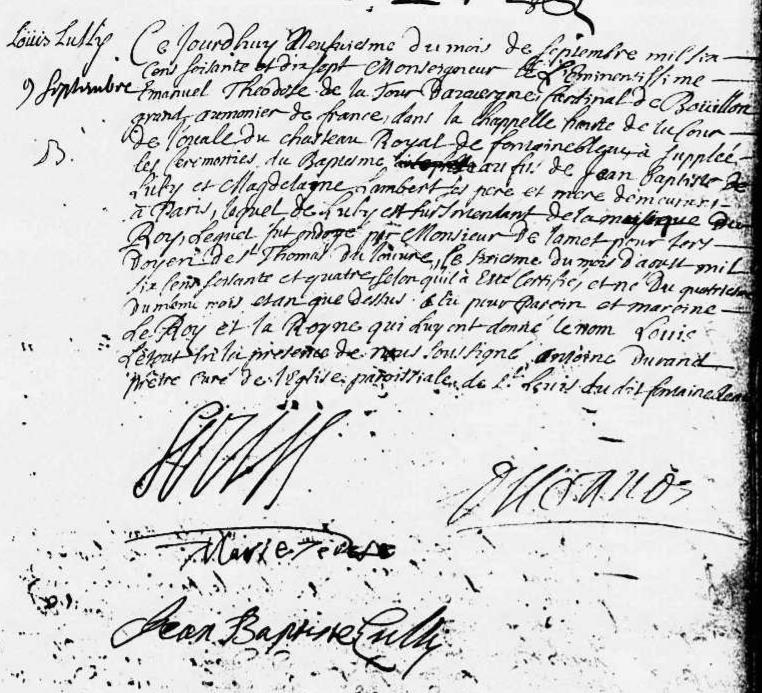
Acte de baptême de Louis Lully le 9 septembre 1677 à Fontainebleau, avec les signatures de Jean-Baptiste Lully, de Louis XIV et de Marie-Thérèse d'Autriche.

Il est naturalisé français en 1661 et son nom s'orthographie Lully. Le 24 juillet 1662, il épouse à Paris, en l'église Saint-Eustache, Madeleine Lambert (1643-1720), fille de Michel Lambert et de Gabrielle Dupuy. De cette union naitront six enfants :
- Catherine-Madeleine (1663-1703), baptisée le 1er mai 1663 en l'église Saint-Eustache, qui épouse Jean-Nicolas de Francine le 19 avril 1684 en l'église Saint-Roch (il succédera à son beau-père à la tête de l'Académie royale de musique ;
- Louis (1664-1734), né le 4 août 1664, ondoyé le 6 août 1664 en l'église Saint-Thomas-du-Louvre et baptisé le 9 septembre 1677 au château de Fontainebleau ;
- Jean-Baptiste II (1665-1743), baptisé le 6 août 1665 en l'église Saint-Thomas-du-Louvre ;
- Anne Gabrielle Hilaire (1666-1748), baptisée le 3 octobre 1666 en l'église Saint-Roch, qui épouse Jacques du Moulin, greffier à la Cour des aides, le 15 juillet 1687 en la même église ;
- Jean-Louis (1667-1688), baptisé le 24 septembre 1667 en l'église Saint-Roch ;
- Louise-Marie (1668-décembre 1715), baptisée le 19 septembre 1668 en l'église Saint-Roch, qui épouse Pierre Thiersaut de Mérancourt.

Il fait construire par l'architecte Daniel Gittard, élève de Louis Le Vau, l'hôtel Lully situé à l'angle du 45, rue des Petits-Champs et 47, rue Sainte-Anne, dans l'actuel 1er arrondissement de Paris et y demeure avec sa famille. Il quitte cet hôtel en 1683 pour habiter une autre maison qu'il possédait à la Ville l'Évêque (28-30 rue Boissy-d'Anglas), où il mourut.

### Mainmise sur la musique
À partir de 1664, Lully travaille régulièrement avec Molière, qui le surnomme le paillard. Il crée ainsi la comédie-ballet, sans cependant renoncer aux ballets de cour. Les pièces de Molière sont alors une combinaison de comédies, de ballets et de chants : L'Amour médecin en 1665, la Pastorale comique en 1667, George Dandin en 1668, Monsieur de Pourceaugnac en 1669, Le Bourgeois gentilhomme et sa turquerie en 1670. Jusqu'à cette date, Lully est l'intime du dramaturge. À ce titre, il participe à un banquet resté célèbre. Cette étroite collaboration cesse en mars 1672, quand Lully rachète le privilège accordé en 1669 à Perrin, de l'Académie d'Opéra. Il obtient des lettres patentes interdisant à toute personne « de faire chanter aucune pièce entière en France, soit en vers françois ou autres langues, sans la permission par écrit dudit sieur Lully, à peine de dix mille livres d'amende, et de confiscation des théâtres, machines, décorations, habits… ». L'Académie d'Opéra prend dès lors, et jusqu'à la Révolution, le nom d'Académie royale de musique et s'installe dans la salle du jeu de paume rue de Vaugirard. À la demande de Lully, un décret d'avril 1672 restreint davantage les libertés de représentation en limitant le nombre de musiciens des formations musicales parisiennes.
En 1673, Lully compose sa première tragédie en musique (tragédie lyrique), Cadmus et Hermione, sur un livret de Philippe Quinault qui devient son librettiste attitré. Lully déloge les comédiens de Molière juste après la mort de ce dernier et installe l'Académie royale de musique en juillet 1673 dans l'aile droite du Palais-Cardinal (Palais Royal). Il fait agrandir la salle qui peut accueillir jusqu'à 3000 personnes.
Comblé d'honneurs et de richesses, il produit près d'une tragédie par an. Grâce à son monopole, il éclipse tous les compositeurs dramatiques de son époque (Marc-Antoine Charpentier, André Campra, Louis-Nicolas Clérambault). En 1681, il devient secrétaire du roi et, en conséquence, élevé à la noblesse héréditaire en qualité d'écuyer. Sa carrière atteint son apogée.

### Déclin de la faveur royale
Bisexuel, Lully entretient des relations intimes avec des femmes comme avec des hommes,,. Vu leurs rapports privilégiés, Louis XIV ferme tout d'abord les yeux sur sa conduite. Mais sous l'influence de Madame de Maintenon, il tolère de moins en moins l'homosexualité, nommée alors bougrerie ou « vice italien ».
En 1685 éclate un scandale. Lully a noué une liaison avec un jeune page de la Chapelle nommé Brunet. Le compositeur perd alors de son crédit auprès du roi. Ce dernier n'assiste pas aux représentations d’Armide en 1686. Quand Lully compose sa dernière œuvre Acis et Galatée, une pastorale en forme d'opéra, c'est au château d'Anet, devant le fils du roi, que l'œuvre est jouée le 6 septembre 1686.

### Mort
Le 8 janvier 1687, son Te Deum doit être chanté pour la guérison du roi atteint d'une fistule anale, avec 150 musiciens. Lors d'une des répétitions, Lully s'emporte contre ses musiciens et se blesse un orteil avec le lourd bâton de direction dont on frappe alors le sol pour battre la mesure. Sa jambe ne tarde pas à s'infecter. Mais, danseur, il refuse l'amputation,. La gangrène se propage au reste du corps et infecte en grande partie le cerveau.
Il meurt peu après, le 22 mars 1687, « âgé de 54 ans, dans sa maison de campagne située rue de la Magdelaine » à la Ville l'Évêque,.

### Sépulture

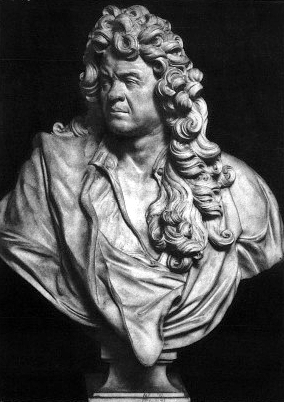
Buste de Lully par Antoine Coysevox, basilique Notre-Dame-des-Victoires à Paris.

Son corps est transporté chez les religieux Augustins déchaussés (les Petits Pères) puis, selon ses dernières volontés, enseveli à l'église Notre-Dame-des-Victoires en présence de ses trois fils, comme en témoigne l'acte intégral de sépulture de Lully dans le registre paroissial de la paroisse Sainte-Madeleine-Ville-l'Évêque : Le vingt-deuxième jour de mars 1687, Messire Jean-Baptiste de Lully, escuyer, conseiller et secrétaire du Roy, maison et couronne de France, et de ses finances, et surintendant de la musique de Sa Majesté, est décédé en cette paroisse, en sa maison rue de la Magdeleine, âgé d'environ cinquante-cinq ans, le corps duquel ayant esté apporté dans cette église pour y faire les prières ordinaires, il a esté ensuite conduit pour nous soussigné, curé..., dans celle des religieux Augustins déchaussés de la place des Victoires, à Paris, où ledit sieur défunt avoit choisy sa sépulture par son testament, au convoy duquel ont assisté Messire Louis de Lully fils aîné ; Messire Jean-Baptiste de Lully, abbé de Saint-Georges-sur-Loire, second fils ; Messire Jean-Louis de Lully, surintendant de la musique du Roy, troisième fils dudit sieur défunt.
Son épouse achète en l'église Notre-Dame-des-Victoires la chapelle Saint-Nicolas-de-Tolentin au prix de 3 000 livres.
Dans cette sépulture seront inhumés plusieurs membres de la famille Lully-Lambert :
- Jean-Louis Lully, son fils, le 15 décembre 1688 ;
- Michel Lambert, son beau-père, le 28 juin 1696 ;
- Catherine Madeleine Lully, sa fille, le 3 janvier 1703 ;
- Madeleine Lambert, son épouse, le 5 mai 1720 ;
- Louis Lully, son fils, le 2 avril 1734 ;
- Louis André Chevalier Lully, son petit-fils, le 22 juillet 1735 ;
- Jean-Baptiste Lully fils, son fils, le 10 mars 1743.

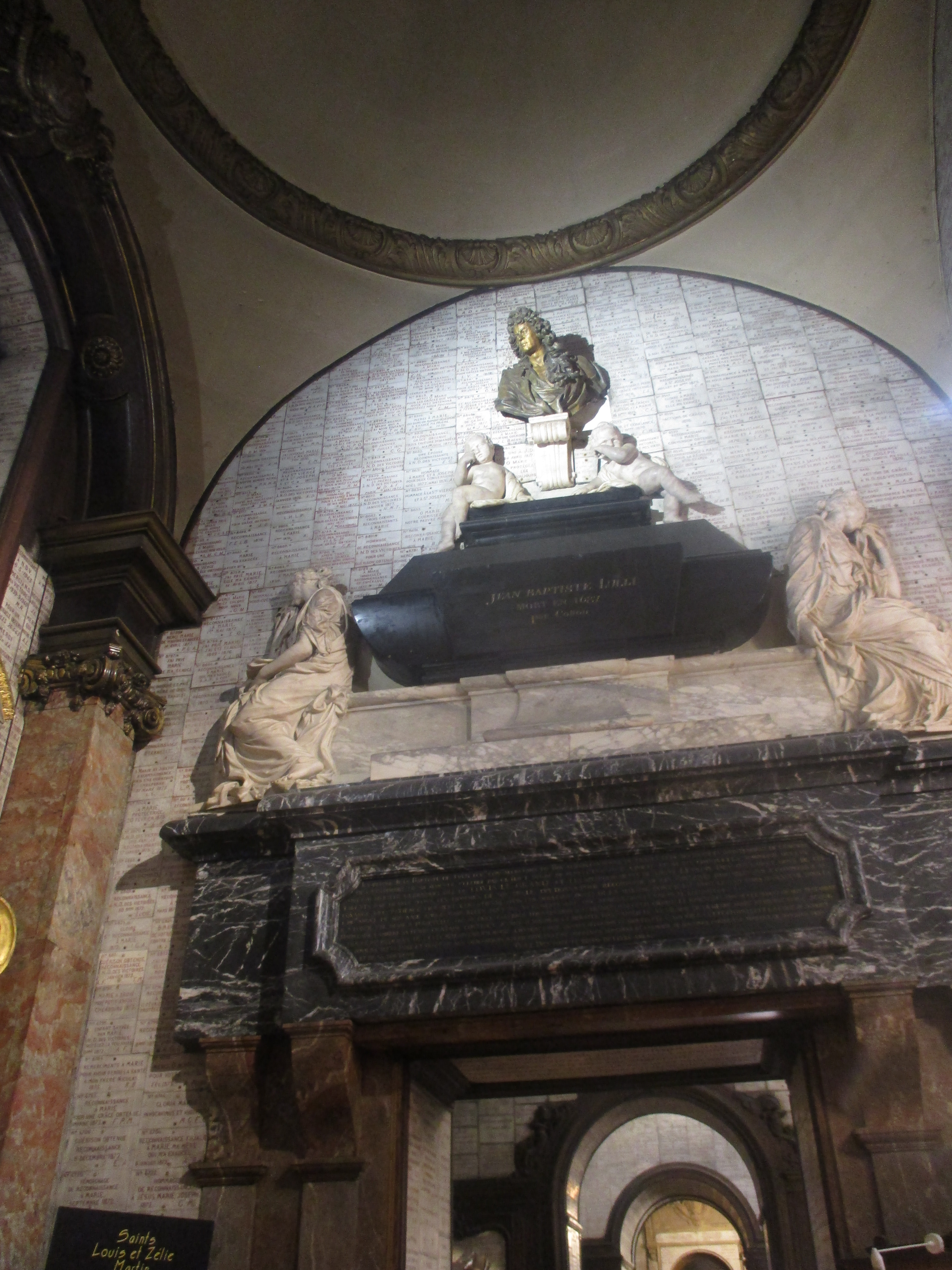
Cénotaphe de Lully, basilique Notre-Dame-des-Victoires à Paris.

En janvier 1796, le tombeau de Lully est transféré au musée des Monuments français. Restitué par décision du préfet de la Seine Gaspard de Chabrol du 15 mars 1817, il est placé dans la chapelle Saint-Jean-Baptiste de l'église Notre-Dame-des-Victoires, avec quelques modifications. En 1871, pendant la Commune de Paris, l'église est pillée. Ses tombeaux, dont ceux de la famille Lully, sont profanés et vidés. Les Communards ont prétexté que le curé de l'église aurait caché des objets de valeur dans le tombeau du musicien.
Le cénotaphe de Lully se trouve toujours dans la basilique Notre-Dame-des-Victoires. Il est placé au-dessus du cintre de la travée située entre les chapelles Saint-Jean et de l'Enfant-Jésus. C’est un sarcophage de marbre noir que surmonte un buste en bronze modelé par Antoine Coysevox, accosté de deux pleureurs sculptés par Cotton. Au-dessous du buste veillent deux génies représentant la « Musique profane » et la « Musique sacrée ». De l’autre côté de la travée, sur la paroi opposée de la chapelle voisine, un buste en marbre blanc complète le mausolée.

## Œuvre
Lorsque Lully crée son orchestre, il en fait le premier d’Europe pour la discipline et le rythme. Il fait travailler lui-même chanteurs et danseurs et règle son théâtre jusqu’au moindre détail.
Cette volonté organisatrice se manifeste dans son œuvre. Le Cerf de La Viéville rapporte que Lully « allait se former sur les tons de la Champmeslé ». Il désire avant tout imiter autant que possible la déclamation des grands acteurs du XVIIe siècle, qui s’appliquent surtout à respecter scrupuleusement la prosodie. Aussi a-t-il soin non seulement de placer toujours une note longue sur une syllabe accentuée ou une note courte sur une syllabe non accentuée, mais encore de marquer un arrêt à la césure et à la rime. Mais où Lully excelle, c’est dans la musique descriptive, trait d’un artiste intellectuel. À cet égard, son air du sommeil dans Armide (« Plus j'observe ces lieux ») touche au chef-d’œuvre.
Lully a joué un rôle considérable dans l’histoire de la musique instrumentale. C’est de lui que date l’orchestre moderne, avec son équilibre bien établi de sonorités ayant pour centre de gravité un quintette d'instruments à cordes :
- dessus de violon, habituellement renforcés par les hautbois et les flûtes ;
- hautes-contre de violon ;
- tailles de violon ;
- quintes de violon ;
- basses de violon renforcés par le clavecin, le théorbe et le basson.

### Catalogue
Le catalogue des 119 œuvres de Lully a été réalisé par Herbert Schneider (de). Les œuvres, classées par ordre chronologique, sont désignées par les lettres LWV (Lully Werke Verzeichnis) suivies d'un numéro de 1 à 80. La tragédie lyrique Armide est ainsi désignée par LWV 71.

### Ballets de cour
| LWV      | Titre | Date |
| -------- | --- | ---- |
|          | Mascarade de la Foire de Saint-Germain | 1652 |
|          | Ballet de la nuit | 1653 |
| 1        | Ballet du Temps | 1654 |
| 2        | Ballet des Plaisirs | 1655 |
| 4        | Le Grand Ballet des Bienvenus | 1655 |
| 6        | Ballet de Psyché ou de la Puissance de l'amour | 1656 |
| 7        | La Galanterie du temps, mascarade | 1656 |
| 8        | L'Amour malade, ballet du roy | 1657 |
| 9        | Ballet d'Alcidiane | 1658 |
| 11       | Ballet de la Raillerie | 1659 |
|          | Les Débris du ballet du Roy | 1659 |
| 13       | Ballet de Toulouse, Ballet mascarade | 1660 |
| 5        | Ballet de la Revente des habits du ballet | 1660 |
| 14       | Ballet de l'Impatience | 1661 |
| 15       | Ballet des Saisons | 1661 |
| 18       | Ballet des Arts | 1663 |
| 19       | Les Noces de village, Mascarade ridicule | 1663 |
| 21       | Les Amours déguisés, Ballet du Roy | 1664 |
| 22/23-29 | Ballet du Palais d'Alcine | 1664 |
| 27       | Ballet de la Naissance de Vénus | 1665 |
| 24       | La Réception faite par un Gentilhomme de campagne à une compagnie choisie à sa mode, qui vient le visiter, mascarade (Mascarade du capitaine ou l'impromptu de Versailles) | 1665 |
| 30       | Le Triomphe de Bacchus dans les Indes, Mascarade | 1666 |
| 32       | Ballet des Muses | 1666 |
| 36       | Le Carnaval, Mascarade royale | 1668 |
| 40       | Ballet de Flore | 1669 |
| 59       | Le Triomphe de l'Amour | 1681 |
| 70       | La Noce de village, mascarade | 1683 |
| 69       | Le Temple de la Paix | 1685 |

### Comédies-ballets
| LWV     | Titre                                                    | Date |
| ------- | -------------------------------------------------------- | ---- |
| 16      | Les Fâcheux (une courante, le reste étant de Beauchamps) | 1661 |
| 20      | Le Mariage forcé                                         | 1664 |
| 22/5-22 | La Princesse d'Élide                                     | 1664 |
| 29      | L'Amour médecin                                          | 1665 |
| 33      | La Pastorale comique                                     | 1667 |
| 34      | Le Sicilien ou l'Amour peintre                           | 1667 |
| 38      | George Dandin                                            | 1668 |
| 41      | Monsieur de Pourceaugnac                                 | 1669 |
| 42      | Les Amants magnifiques                                   | 1670 |
| 43      | Le Bourgeois gentilhomme                                 | 1670 |
| 46      | La Comtesse d'Escarbagnas (Ballet des ballets)           | 1671 |

### Tragédie-ballet
LWV45 - Psyché (1671) - Textes par Molière, Pierre Corneille et Quinault

### Tragédies lyriques
| LWV | Titre                           | Livret                                                                             | Première (date) | Première (lieu)                                            |
| --- | ------------------------------- | ---------------------------------------------------------------------------------- | --------------- | ---------------------------------------------------------- |
| 49  | Cadmus et Hermione              | Philippe Quinault                                                                  | 27 avril 1673   | Paris, jeu de paume de Bel-Air                             |
| 50  | Alceste ou le Triomphe d'Alcide | Philippe Quinault                                                                  | 19 janvier 1674 | Paris, jeu de paume de Bel-Air                             |
| 51  | Thésée                          | Philippe Quinault                                                                  | 11 janvier 1675 | Saint-Germain-en-Laye                                      |
| 53  | Atys                            | Philippe Quinault                                                                  | 10 janvier 1676 | Saint-Germain-en-Laye                                      |
| 54  | Isis                            | Philippe Quinault                                                                  | 5 janvier 1677  | Saint-Germain-en-Laye                                      |
| 56  | Psyché                          | Thomas Corneille et Bernard Le Bouyer de Fontenelle                                | 19 avril 1678   | Saint-Germain-en-Laye                                      |
| 57  | Bellérophon                     | Thomas Corneille et Bernard Le Bouyer de Fontenelle avec l'aide de Nicolas Boileau | 31 janvier 1679 | Paris, Académie royale de musique, théâtre du Palais-Royal |
| 58  | Proserpine                      | Philippe Quinault                                                                  | 3 février 1680  | Saint-Germain-en-Laye                                      |
| 60  | Persée                          | Philippe Quinault                                                                  | 17 avril 1682   | Paris, Académie royale de musique, théâtre du Palais-Royal |
| 61  | Phaéton                         | Philippe Quinault                                                                  | 6 janvier 1683  | Château de Versailles                                      |
| 63  | Amadis                          | Philippe Quinault                                                                  | 18 janvier 1684 | Paris, Académie royale de musique, théâtre du Palais-Royal |
| 65  | Roland                          | Philippe Quinault                                                                  | 18 janvier 1685 | Paris, Académie Royale de musique                          |
| 71  | Armide                          | Philippe Quinault                                                                  | 15 février 1686 | Paris, Académie royale de musique, théâtre du Palais-Royal |
| 74  | Achille et Polyxène             | Jean Galbert de Campistron                                                         | 7 novembre 1687 | Paris, Académie royale de musique, théâtre du Palais-Royal |

### Pastorale héroïque
LWV73 - Acis et Galatée (1686) - Livret de Campistron

## Postérité
C'est principalement pour sa contribution à la musique religieuse et à la musique de scène que Lully est connu. Il restera dans l'histoire comme le véritable créateur de l'opéra français. Il composa 14 tragédies lyriques dont les plus belles sont peut-être Thésée (1675), Atys (1676), Phaéton (1683) et son chef-d'œuvre Armide (1686). À l'aise aussi bien à l'église qu'au théâtre, il est l'auteur de plus de 20 grands motets, dont le fameux Te Deum de 1677, ainsi que de 11 petits motets d'un style plus italianisant.
Admiré par les musiciens de son temps, il fut joué sans discontinuer jusqu'à la Révolution de 1789, et son influence fut immense en France sur des compositeurs comme François Couperin, Marin Marais, Jean Ferry Rebel, Jean-Philippe Rameau, mais aussi dans l'Europe entière. Les gardiens de sa tradition alimentèrent en 1733 ce que l'on appela la Querelle des Lullystes et des Ramistes. Certains de ses élèves contribuèrent au rayonnement de son style en dehors de la France : dans les pays germaniques Georg Muffat (qui a d'ailleurs décrit dans les préfaces de ses éditions les pratiques de Lully pour l'instrumentation, l'ornementation, les coups d'archet et la discipline de l'orchestre), Johann Sigismund Kusser (qui portait en France le nom de Cousser), Johann Caspar Ferdinand Fischer et les Italiens Vincenzo Albrici et Agostino Steffani.
Lully a également eu une influence considérable sur les compositeurs d'opéra de la fin du XVIIIe siècle, surtout à l'occasion de la « réforme » de l'opéra qui a consisté à supprimer ce que l'on considérait alors comme un vocalisme excessif nuisant à l'efficacité théâtrale. C'est ainsi qu'en écrivant Roland et Atys, Piccinni (le deuxième Italien après Lully à devenir compositeur pour l'opéra royal) a utilisé des livrets de Quinault révisés par Marmontel). De la même façon, Gluck et Tommaso Traetta ont écrit Armide sur le livret de Quinault. En somme, Lully, qui estimait qu'il fallait chanter ses opéras comme la Champmeslé déclamait à la Comédie-Française, semble avoir créé, bien plus que Wagner, l'idéal du drame en musique — la « tragédie en musique », comme il l'appelait d'ailleurs 

### Cinéma
* Opéras filmés
- Le Bourgeois gentilhomme par Vincent Dumestre et Le Poème harmonique (2005) ;
- Cadmus et Hermione par Vincent Dumestre et le Poème harmonique (2008) ;
- Persée par Hervé Niquet et le Tafelmusik Baroque Orchestra (2005).

* Médias

* Fictions
- Molière, film d'Ariane Mnouchkine (1978) avec Mario Gonzáles dans le rôle de Lully ;
- Le Roi danse, film de Gérard Corbiau (2000) avec Boris Terral dans le rôle de Lully.

## Armoiries
D'azur, à une épée d'argent, les gardes et la poignée d'or, posée en pal, la pointe en bas, autour de la lame de laquelle est entortillé un serpent de sinople langué de gueules, la tête en bas, et une bande d'or chargée à ses extrimités de deux roses de gueules brochant sur le tout.

## Hommages
Sont nommés en son honneur :
- l'astéroïde (8676) Lully, découvert en 1992[31] ;
- l'hôtel Lully et la rue Lulli, à Paris.

## Discographie

### Scène
- Alceste, tragédie lyrique en cinq actes, Jean-Claude Malgoire (dir.) et La Grande Écurie et la Chambre du Roi, 3 CD, 1994.
- Alceste, tragédie lyrique en cinq actes, Christophe Rousset et les Talens Lyriques, 2 CD Aparté, 2017.
- Amadis, tragédie lyrique en cinq actes et prologue, Hugo Reyne (dir.) et la Symphonie du Marais, Accord, 3 CD, 2006.
- Amadis, tragédie lyrique en cinq actes et prologue, Christophe Rousset (dir.) et Les Talents Lyriques, Aparté, 3 CD, 2013.
- Armide, tragédie lyrique en cinq actes, Philippe Herreweghe, 2 LP Erato, 1983.
- Armide, tragédie lyrique en cinq actes, Philippe Herreweghe (dir.), Harmonia Mundi, 2 CD, 1993.
- Armide, tragédie lyrique en cinq actes, Christophe Rousset et les Talens Lyriques, 2 CD Aparté, 2015.
- Atys, tragédie lyrique en cinq actes, William Christie (dir.) et Les Arts Florissants, Harmonia Mundi, 3 CD, 1987.
- Atys, tragédie lyrique en cinq actes, Christophe Rousset (dir.) et Les Talens Lyriques, Château de Versailles, 3 CD, 2024.
- Bellérophon, tragédie lyrique en cinq actes, Christophe Rousset (dir.) et Les Talens Lyriques, Aparté, 3 CD, 2011.
- Cadmus et Hermione, tragédie lyrique en cinq actes, Vincent Dumestres (dir.) et Le Poème Harmonique, Château de Versailles, 2 CD, 2021.
- Isis, tragédie lyrique en cinq actes, Hugo Reyne (dir.) et la Symphonie du Marais, Accord, 3 CD, 2005.
- Isis, tragédie lyrique en cinq actes, Christophe Rousset et les Talens Lyriques, 2 CD Aparté, 2019.
- Persée, tragédie lyrique en cinq actes, Christophe Rousset (dir.) et Les Talens Lyriques, Naïve Records, 3 CD, 2001.
- Phaéton, tragédie lyrique en cinq actes, Marc Minkowski (dir.) et Les Musiciens du Louvre, Erato, 2 CD, 1994.
- Proserpine, tragédie lyrique en cinq actes, Hervé Niquet (dir.) et Le Concert spirituel, Glossa, 2 CD, 2007.
- Psyché, tragédie lyrique en cinq actes, Paul O'Dette, Stephen Stubbs (dir.) et le Boston Early Music Festival, CPO, 3 CD, 2008.
- Psyché, tragédie lyrique en cinq actes, Christophe Rousset (dir.) et Les Talens Lyriques, Château de Versailles, 2 CD, 2023
- Roland, tragédie lyrique en cinq actes, Christophe Rousset (dir.) et Les Talens Lyriques, Naïve Records, 3 CD, 2006.
- Thésée, tragédie lyrique en cinq actes, Paul O'Dette, Stephen Stubbs (dir.) et le Boston Early Music Festival, CPO, 3 CD, 2007.
- Thésée, tragédie lyrique en cinq actes, Christophe Rousset et les Talens Lyriques, Aparté, 3 CD, 2023.
- Acis et Galatée, pastorale héroïque en trois actes, Marc Minkowski (dir.) et Les Musiciens du Louvre, DG, 2 CD, 1996.
- Le Bourgeois gentilhomme, comédie-ballet, Vincent Dumestre (dir.) et Le Poème harmonique, 2 DVD (Alpha Productions) 2004.
- Le Bourgeois gentilhomme, comédie-ballet, Vincent Dumestre (dir.) et Le Poème harmonique, Château de Versailles, 1 CD, 2023.
- Airs italiens, Fabio Bonizzoni (dir.) et La Rizonanza, Glossa, 1 CD, 2009.

### Sacrées
- 11 Petits Motets, William Christie (dir.) et Les Arts Florissants, Harmonia Mundi, 1 CD, 1987.
- Grands motets, vol. 1, Hervé Niquet (dir.) et Le Concert spirituel, Naxos, 1 CD, 1999.
- Grands motets, vol. 2, Hervé Niquet (dir.) et Le Concert spirituel, Naxos, 1 CD, 1999.
- Grands motets, vol. 3, Hervé Niquet (dir.) et Le Concert spirituel, Naxos, 1 CD, 2000.
- Te Deum et Miserere, Jean-François Paillard (dir.), Erato, 1 CD, 1976.